# Floronia annulipes
Floronia annulipes is een spinnensoort in de taxonomische indeling van de hangmatspinnen (Linyphiidae).
Het dier behoort tot het geslacht Floronia. De wetenschappelijke naam van de soort werd voor het eerst geldig gepubliceerd in 1913 door Lucien Berland.